# Le Bourgneuf-la-Forêt
Le Bourgneuf-la-Forêt és un municipi francès situat al departament de Mayenne i a la regió de País del Loira. L'any 2007 tenia 1.698 habitants.

## Demografia

### Població
El 2007 la població de fet de Le Bourgneuf-la-Forêt era de 1.698 persones. Hi havia 650 famílies de les quals 186 eren unipersonals (110 homes vivint sols i 76 dones vivint soles), 220 parelles sense fills, 217 parelles amb fills i 27 famílies monoparentals amb fills.
La població ha evolucionat segons el següent gràfic:
Habitants censats

### Habitatges
El 2007 hi havia 744 habitatges, 662 eren l'habitatge principal de la família, 34 eren segones residències i 48 estaven desocupats. 682 eren cases i 58 eren apartaments. Dels 662 habitatges principals, 462 estaven ocupats pels seus propietaris, 196 estaven llogats i ocupats pels llogaters i 5 estaven cedits a títol gratuït; 4 tenien una cambra, 46 en tenien dues, 131 en tenien tres, 160 en tenien quatre i 322 en tenien cinc o més. 530 habitatges disposaven pel capbaix d'una plaça de pàrquing. A 268 habitatges hi havia un automòbil i a 321 n'hi havia dos o més.

### Piràmide de població
La piràmide de població per edats i sexe el 2009 era:
| Homes | Edats   | Dones |
| ----- | ------- | ----- |
| 0     | 95 o +  | 4     |
| 4     | 90 a 94 | 16    |
| 24    | 85 a 89 | 44    |
| 24    | 80 a 84 | 20    |
| 24    | 75 a 79 | 32    |
| 40    | 70 a 74 | 40    |
| 40    | 65 a 69 | 44    |
| 52    | 60 a 64 | 24    |
| 20    | 55 a 59 | 32    |
| 32    | 50 a 54 | 60    |
| 52    | 45 a 49 | 20    |
| 56    | 40 a 44 | 52    |
| 56    | 35 a 39 | 44    |
| 48    | 30 a 34 | 68    |
| 60    | 25 a 29 | 28    |
| 40    | 20 a 24 | 48    |
| 60    | 15 a 19 | 28    |
| 36    | 10 a 14 | 52    |
| 88    | 5 a 9   | 52    |
| 28    | 0 a 4   | 56    |

## Economia
El 2007 la població en edat de treballar era de 967 persones, 740 eren actives i 227 eren inactives. De les 740 persones actives 696 estaven ocupades (385 homes i 311 dones) i 44 estaven aturades (16 homes i 28 dones). De les 227 persones inactives 99 estaven jubilades, 66 estaven estudiant i 62 estaven classificades com a «altres inactius».

### Ingressos
El 2009 a Le Bourgneuf-la-Forêt hi havia 686 unitats fiscals que integraven 1.710 persones, la mediana anual d'ingressos fiscals per persona era de 15.922 €.

### Activitats econòmiques
Dels 61 establiments que hi havia el 2007, 1 era d'una empresa extractiva, 3 d'empreses alimentàries, 7 d'empreses de fabricació d'altres productes industrials, 15 d'empreses de construcció, 10 d'empreses de comerç i reparació d'automòbils, 2 d'empreses de transport, 5 d'empreses d'hostatgeria i restauració, 3 d'empreses financeres, 5 d'empreses de serveis, 6 d'entitats de l'administració pública i 4 d'empreses classificades com a «altres activitats de serveis».
Dels 24 establiments de servei als particulars que hi havia el 2009, 1 era una oficina d'administració d'Hisenda pública, 3 oficines bancàries, 4 tallers de reparació d'automòbils i de material agrícola, 2 guixaires pintors, 4 fusteries, 2 lampisteries, 1 electricista, 1 empresa de construcció, 2 perruqueries, 1 veterinari i 3 restaurants.
Dels 3 establiments comercials que hi havia el 2009, 1 era un supermercat i 2 fleques.
L'any 2000 a Le Bourgneuf-la-Forêt hi havia 89 explotacions agrícoles que ocupaven un total de 1.920 hectàrees.

## Equipaments sanitaris i escolars
El 2009 hi havia 1 farmàcia i 1 ambulància.
El 2009 hi havia 2 escoles elementals.

## Poblacions més properes
El següent diagrama mostra les poblacions més properes.